# Міжнародний конкурс молодих диригентів у Безансоні
Міжнародний конкурс молодих диригентів у Безансоні (фр. Concours international de jeunes chefs d'orchestre de Besançon) — конкурс диригентів, що проходить з 1951 р. в Безансоні в рамках Безансонского музичного фестивалю. До 1992 р. проходив щорічно, потім раз на два роки. Перший склад журі очолював Флоран Шмітт, на чолі подальших складів стояли, зокрема, Анрі Бюссі, Ежен Біго, Тоні Обен, П'єр Дерво, Серж Бодо, Володимир Федосєєв та інші. У 1954-1973 роках підсумки конкурсу підводилися окремо за двома номінаціями: серед володарів диригентського диплома і серед «непрофесіоналів», тобто музикантів без закінченої диригентського освіти; проте саме серед лауреатів-„непрофесіоналів“ виявилися такі помітні надалі фігури диригентського цеху, як Мішель Плассон і Герд Альбрехт.

## Лауреати конкурсу
| Рік  | Перша премія                                              | Перша премія серед непрофесіоналів |
| ---- | --------------------------------------------------------- | ---------------------------------- |
| 1951 | Райнхард Петерс (Німеччина)                               |                                    |
| 1952 | Жан Періссон (Франція)                                    |                                    |
| 1953 | Петер Траунфельнер (Австрія)                              |                                    |
| 1954 | П'єр Шайє (Франція)                                       | Ігор Гядров (Югославія)            |
| 1955 | Єжи Катлевіч (Польща)                                     | Луї Бертолон (Франція)             |
| 1956 | Зденек Кошлер (Чехословаччина)                            | Жерар Діво (Франція)               |
| 1957 | Жан Лап'єр (Франція)                                      | Герд Альбрехт (Німеччина)          |
| 1958 | Мартін Турновський (Чехословаччина)                       | Робер Мартіньоні (Франція)         |
| 1959 | Сейдзі Одзава (Японія)                                    | Філіпп Сперджон (США)              |
| 1960 | Поуль Йоргенсен (Данія)                                   | Мішель Фюсте-Ламбеза (Франція)     |
| 1961 | П'єр Етю (Канада)                                         | Жак Утман (Франція)                |
| 1962 | Володимир Кожухаров (Болгарія)                            | Мішель Плассон (Франція)           |
| 1963 | Алоїс Шпрінгер (Німеччина)                                | Андре Шенк (США)                   |
| 1964 | Еміл Симон (Румунія)                                      | Ладіслас Рибах (Угорщина)          |
| 1965 | Зденек Мацан (Чехословаччина)                             | не присуджена                      |
| 1966 | не присуджена                                             | Катрін Комі (Франція)              |
| 1967 | Ювал Залюк (Ізраїль)                                      | Луїс Гарсіа Наварро (Іспанія)      |
| 1968 | не присуджена                                             | Ален Парі (Франція)                |
| 1969 | не присуджена                                             | Гі Кондет (Франція)                |
| 1970 | Стефан Кардон (Франція)                                   | Карл Каспар-Тріколідіс (Австрія)   |
| 1971 | не присуджена                                             | Ален Сабуро (Франція)              |
| 1972 | Жак Мерсьє (Франція)                                      | Етьєнн Бардон (Франція)            |
| 1973 | не присуджена                                             | не присуджена                      |
| 1974 | Алекс Веело (Нідерланди)                                  |                                    |
| 1975 | Марк Сустро (Франція)                                     |                                    |
| 1976 | Патрік Жюзо (Франція)                                     |                                    |
| 1977 | Алі Рахбарі (Іран) і Томаш Коутнік (Чехословаччина)       |                                    |
| 1978 | Йоель Леві (Ізраїль)                                      |                                    |
| 1979 | Дорон Саломон (Ізраїль)                                   |                                    |
| 1980 | Джонатан Сірс (Велика Британія)                           |                                    |
| 1981 | Філіпп Камбрелен (Франція)                                |                                    |
| 1982 | Осмо Вянскя (Фінляндія) і Еко Мацуо (Японія)              |                                    |
| 1983 | Міхаель Цильма (Німеччина)                                |                                    |
| 1984 | Вольфганг Дорнер (Австрія)                                |                                    |
| 1985 | Е Юнші (Їп ВІНГС) (Гонконг)                               |                                    |
| 1986 | Жиль Оже (Канада)                                         |                                    |
| 1987 | Ніколас Паскет (Уругвай)                                  |                                    |
| 1988 | Люй Шаоцзя (Тайвань)                                      |                                    |
| 1989 | Крістофер Гейфорд (Велика Британія) і Ютака Садо (Японія) |                                    |
| 1990 | Рюсуке Нумадзірі (Японія)                                 |                                    |
| 1991 | Джордж Пехліванян (США)                                   |                                    |
| 1992 | Томмазо Плачидо (Італія)                                  |                                    |
| 1993 | Сільвія Массареллі (Італія) і Дайсуке Сога (Японія)       |                                    |
| 1995 | Тецуро Бан (Японія)                                       |                                    |
| 1997 | Марко Парізотто (Канада)                                  |                                    |
| 1999 | Альваро Альбіач Фернандес (Іспанія)                       |                                    |
| 2001 | Тацуя Сімоно (Японія)                                     |                                    |
| 2003 | не присуджена                                             |                                    |
| 2005 | Ліонель Бренгье (Франція)                                 |                                    |
| 2007 | Даррел Хун (Анг) Іцюань (Сінгапур)                        |                                    |
| 2009 | Кадзукі Ямада (Японія)                                    |                                    |